# Jane Rigby
Jane Rebecca Rigby es una astrofísica estadounidense que trabaja en el Centro de vuelos espaciales Goddard y es científica principal de proyectos en el Telescopio espacial James Webb. Fue seleccionada como una de las 5 personas a seguir en 2021 y ya formó parte en 2022 de Los 10 de Nature por sus relevantes aportaciones a la Ciencia. En 2024 recibió la Medalla Presidencial de la Libertad de manos del presidente Joe Biden.
Rigby se interesó por la astrofísica cuando era estudiante de secundaria. Ha dicho que Sally Ride le hizo darse cuenta de que las niñas podían estudiar física. Rigby era un estudiante universitaria en la Universidad Estatal de Pensilvania. Trabajó para obtener una licenciatura en física y astronomía y completó una tesis universitaria sobre sistemas de emisión de Mg II. Se mudó a la Universidad de Arizona para realizar estudios de posgrado, donde trabajó en el diagnóstico por rayos X de núcleos galácticos activos bajo la supervisión de George H. Rieke.

## Investigación y carrera

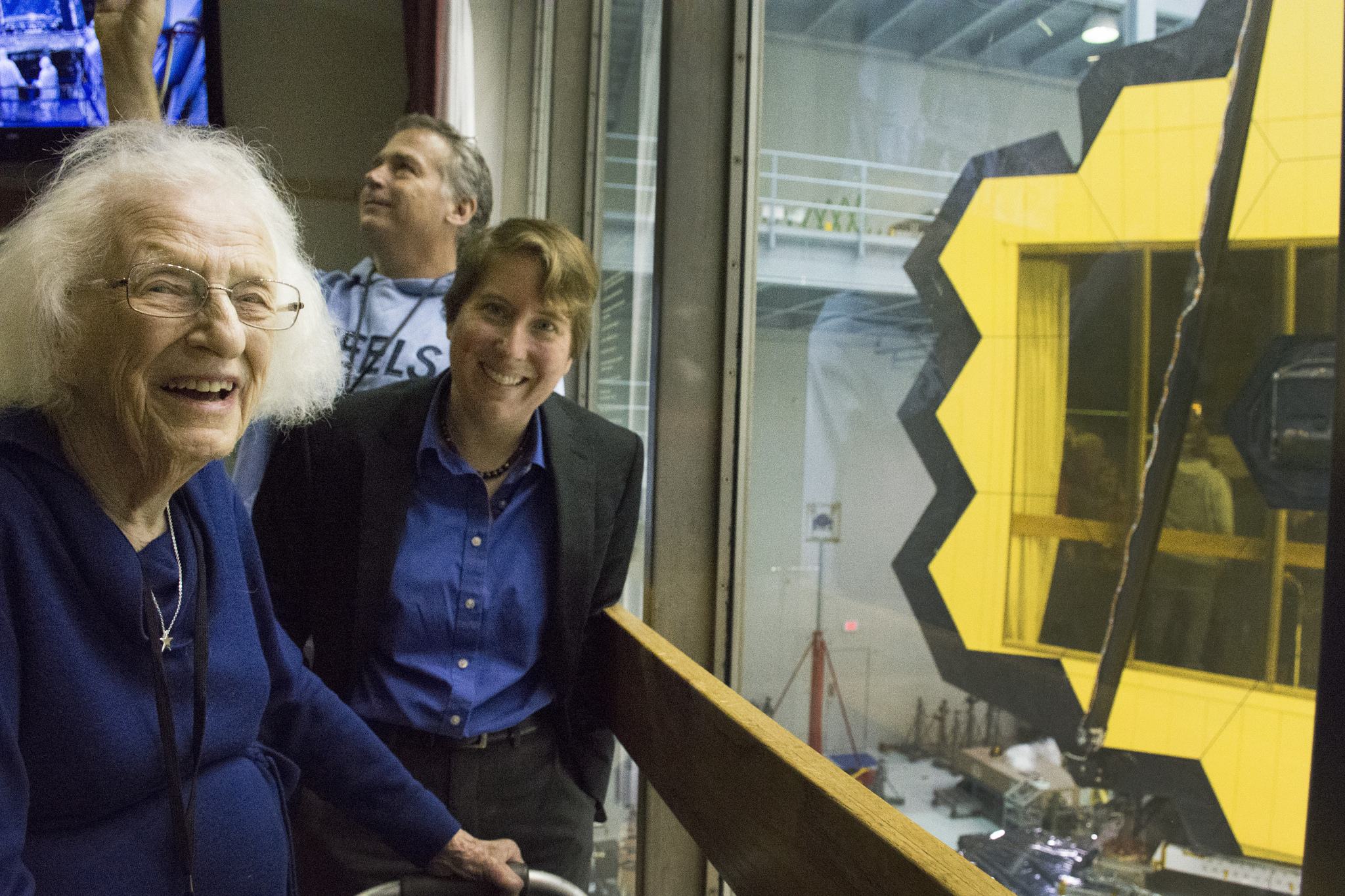
Nancy Grace Roman con Jane Rigby y el telescopio espacial James Webb

Rigby pasó seis meses como becario postdoctoral en la Universidad de Arizona antes de ser nombrado miembro Carnegie de los Observatorios Carnegie. En 2010, Rigby se integró como ayudante en el equipo científico (deputy operations proyect scientist) en el Telescopio Espacial James Webb (JWST) y funcionaria del Centro de Vuelos Espaciales Goddard. Fue nombrada científica del proyecto para operaciones en 2018. Pronunció una charla TED sobre telescopios espaciales en 2011. En junio de 2023, fue elegida científica senior del proyecto JWST, sucediendo a John C. Mather.
Rigby es responsable de TEMPLATES (Targeting Extremely Magnified Pancromatic Lensed Arcs and Their Extended Star Formation, Objetivo: arcos de lentes pancromáticos extremadamente ampliados y su formación estelar extendida), un proyecto que busca utilizar el instrumento NIRSpec (espectrómetro de infrarrojo cercano) de alta relación señal-ruido y espectroscopía de unidades de campo integral (IFU) de infrarrojo medio para obtener imágenes de cuatro galaxias con lentes gravitacionales.Se espera que el programa resuelva espacialmente la formación de estrellas.
Rigby salió del armario como lesbiana en 2000. Cuando se unió a la Universidad de Arizona como estudiante de posgrado, ser gay todavía estaba prohibido por la ley estatal. Participó en la fundación del Grupo de Trabajo sobre Igualdad LGBT de la Sociedad Astronómica Estadounidense. En 2015 coorganizó Inclusive Astronomy, una iniciativa mundial para celebrar la inclusión y la equidad en la astronomía.

## Reconocimientos
- 2006 Beca postdoctoral del Telescopio Espacial Spitzer[15]
- 2013 Premio al alumno destacado de Eberly College of Science[16]
- 2013 Premio Robert H. Goddard de la NASA por logros excepcionales en ciencia[17]
- 2014 Premio Robert H. Goddard de la NASA a la diversidad e igualdad de oportunidades en el empleo[18]
- 2014 Premio de pares del Centro de vuelos espaciales Goddard
- 2018 Premio en memoria de John C. Lindsay de ciencia espacial[19]
- 2021 Los 10 objetos de la naturaleza a seguir en 2022[20]
- 2022 Científica LGBTQ+ del año de la asociación Out to Innovate[12]
- 2022 BBC 100 Mujeres[21]
- 2022 Los 10 de Nature[22]

### Publicaciones destacadas
- Fiona A. Harrison; William W. Craig; Finn E. Christensen; et al. (May 30, 2013). "The nuclear spectroscopic telescope array (NuSTAR) high-energy X-ray mission". The Astrophysical Journal. 770 (2): 103. arXiv:1301.7307. Bibcode:2013ApJ...770..103H. doi:10.1088/0004-637X/770/2/103. ISSN 0004-637X. Wikidata Q57426637.

- Katherine E. Whitaker; Marijn Franx; Joel Leja; et al. (October 17, 2014). "Constraining the low-mass slope of the star formation sequence at 0.5 < z < 2.5". The Astrophysical Journal. 795 (2): 104. arXiv:1407.1843. Bibcode:2014ApJ...795..104W. doi:10.1088/0004-637X/795/2/104. ISSN 0004-637X. Wikidata Q59723509.

- Wendy L. Freedman; Barry F. Madore; Victoria Scowcroft; Chris Burns; Andy Monson; S. Eric Persson; Mark Seibert; Jane Rigby (September 21, 2012). "Carnegie Hubble program: a mid-infrared calibration of the Hubble constant". The Astrophysical Journal. 758 (1): 24. arXiv:1208.3281. Bibcode:2012ApJ...758...24F. doi:10.1088/0004-637X/758/1/24. ISSN 0004-637X. Wikidata Q56626757.